# Pinchas Burstein
Pinchas Burstein, pseudonim Maryan (ur. 1 stycznia 1927 w Nowym Sączu, zm. 15 czerwca 1977 w Nowym Jorku) – polski malarz i grafik pochodzenia żydowskiego.

## Życiorys
Podczas okupacji Burstein wraz z rodziną został uwięziony w KL Auschwitz. Przeżył jako jedyna osoba z rodziny. Wskutek wypadku utracił nogę. Po wojnie wyemigrował do Jerozolimy i tam rozpoczął studia w dziedzinie grafiki w Szkole Sztuk Pięknych i Rzemiosł Besaleela.
W 1950 wyjechał do Francji i rozpoczął studia na Szkole Sztuk Pięknych w Paryżu.
W 1956 rząd Francji poprosił go o zaprojektowanie pomnika ofiar Holokaustu. W 1959 otrzymał nagrodę krytyków sztuki na Biennale Sztuki w Paryżu.
W 1962 zamieszkał w Nowym Jorku. W 1969 otrzymał obywatelstwo amerykańskie i przyjął pseudonim artystyczny Maryan wzgl. Maryan S. Maryan.
15 grudnia 1976 otrzymał kawalerski Order Sztuki i Literatury – francuskie odznaczenie państwowe.
Zmarł wskutek zawału serca i został pochowany na paryskim cmentarzu Montparnasse.
Twórczość Bursteina zaliczana jest do ekspresjonizmu. Jego dzieła znajdują się w zbiorach Museum of Modern Art w Nowym Jorku, Musee National d’Art Moderne Centre George Pompidou w Paryżu, Art Institute of Chicago, Smithsonian Institution w Waszyngtonie.

### Wystawy indywidualne
- 2013: „Maryan/Ricol: la loi du cadre „,8 juin/29 septembre, Abbaye d’ Auberive, Haute Marne
- 2008: „Maryan: American Period”. Michel Soskine Gallery, Madryt
- 1996: „Maryan, Behold a Man and His Work”. Spertus Institute of Jewish Studies, Chicago
- 1990: „Personages from the Napoleon Series”. Michel Soskine Gallery, Nowy Jork
- 1985: „Maryan: 1927-1977, A survey of his paintings”. Michel Soskine Gallery, Nowy Jork
- 1980: „Maryan Oeuvres de 1952 à 1972” Château d’Ancy-le-Franc
- 1979: „Maryan 1927-1977, Retrospective exhibiton” University of Haifax. Art Gallery, Tel-Aviv Museum, Tel Awiw
- 1978: „Hommage à Maryan” Galerie de France, Paryż
- 1977: Galerie Beno d’Incelli, Paryż
- 1977: „De Koningen, serie gekleur de krijttekeningen uit 1975 den 1976 door Maryan” Galeria Nova Spectra, Haga
- 1977: „Maryan” Galerie Ariel, Paryż
- 1977: Allan Frumkin Gallery, Nowy Jork (Memorial exhibition)
- 1976: Galería Arte Contacto, Caracas (malarstwo i rysunki)
- 1976: Galería Sen, Madryt (pastele)
- 1975: Allan Frumkin Gallery, Nowy Jork (malarstwo)
- 1974: Galérie Espace, Amsterdam
- 1974: Galérie de France, Paryż
- 1973: Galérie Nicolas, Amsterdam „Maryan” (malarstwo i rysunki)
- 1973: Galérie Espace, Amsterdam
- 1972: „10 Independents” Guggenheim Museum, Nowy Jork
- 1971: Nova Spectra Gallery, Haga
- 1971: Galérie Nicolas, Amsterdam
- 1971: „Personaggi” (with Enrico Baj) Galleria d’arte „La Bussola”, Torino
- 1970: Allan Frumkin Gallery, New York, Chicago
- 1970: Galería Sen, Madrid, Dibujos
- 1970: Galerie Nord, Lille „Maryan, akwarele 1968 i 1970
- 1970: Galérie Claude Bernard, Paryż
- 1970: Van Abbe Museum, Eindhoven (akwarele)
- 1968: Allan Frumkin Gallery, Nowy Jork, akwarele i litografie
- 1966: „Maryan, peintures, dessins et gravures de 1955 à 1965” Galérie D. Benador, Ginenbra
- 1966: „Maryan, Ölbider und Zeichnungen”. Galerie Van de Loo, Munich
- 1966: Galerie Nova Spectra, Haga
- 1966: Allan Frumkin Gallery, Nowy Jork, Chicago
- 1966: Galerie Claude Bernard, Paryż. Rysunki, pastele i litografie
- 1965: Galérie de France, Paryż
- 1965: Allan Frumkin Gallery, Nowy Jork, Chicago
- 1964: Allan Frumkin Gallery, Nowy Jork, Chicago
- 1964: Galería Juana Mordó, Madryt
- 1960: David Smart Gallery, Los Angeles
- 1963: Allan Frumkin Gallery, Nowy Jork, Chicago
- 1962: „La Ménagerie humaine” (40 drawings) Galerie de France, Paryż
- 1961: Galerie Kunstnernes Kunsthandel, Kopenhaga
- 1960: Galérie de France, Paryż. „Paintings, Pastels and Drawings”
- 1960: André Emmerich Gallery, Nowy Jork
- 1960: Galerie Fenestra, Helsinki
- 1959: Galérie Kunstnernes Kunsthandel, Kopenhaga
- 1958: Galérie de France, Paryż
- 1957: „Maryan and Mihaïlovitch”, Galérie Rive Gauehe, Paryż
- 1956: Musée des Beaux-Arts, Tourcoing. „Dix Jeunes Peintures de l’Ecole de Paris”
- 1956: Galérie de France, Paryż
- 1955: Galérie Breteau, Paryż
- 1954: Galérie Le Miroir, Bruksela
- 1953: Galérie Saint-Placide, Paryż
- 1953: Galérie 25, Paryż
- 1952: Galérie Breteau, Paryż
- 1949: Y.M.C.A. Building, Jerozolima

### Wystawy zbiorowe (wybór)
- 2014/ 2015: „Jacques Grinberg, Michel Macréau, Maryan, Marcel Pouget: retour sur quelques artistes de la Nouvelle Figuration” w Galerie Polad-Hardouin, Paryż[2]

- 2008: „Nouvelle Figuration: acte III”, Galerie Polad-Hardouin, Paryż
- 2008: „The Look in Photography & New acquisitions”, Michel Soskine Inc. Madryt
- 2008: „No Images of Man” (kurator Mitchell Algus) Jun-Ago
- 2008: Gering & López Gallery, Nowy Jork. EEUU
- 1990: „From Chagall to Kitaj: Jewish Experience in Twentieth Century Art”. Barbican Art Center, Londyn
- 1977: „The Collector Theodor Ahrenberg... 15 years with art and the artists 1960-1975”
- 1977: Kunsthalle, Düsseldorf, Kunstforening, Aarhus Aalborg, Kunstpavillion, Esbjerg
- 1977: „26 French Artists” Kunstforening Svendborg
- 1977: „Itinéraire II” Galerie de France, Paryż
- 1976: Jewish Museum, Nowy Jork
- 1976: „L’Animal, de Lascaux à Picasso” Musée National d’Histoire Naturelle, Paryż
- 1972: „A Renaissance of Lithography” Tamarind.
- 1971: Château d’Ancy le Franc „Formes en puissance” Fondation Mercedes-Benz, Paryż.
- 1970: „Painting and Sculpture Today” Indianapolis Museum of Art.
- 1969: „Prints from Tamarind” Museum of Modern Art, Nowy Jork
- 1969: „The Human Concern-personal Tormentt” Whitney Museum of American Art, Nowy Jork
- 1967: „Collectors Items” Akron Art Institute, Akron.
- 1967: „Painting and Sculpture today” Indianapolis Museum of Art
- 1967: „Le Visage de l’Homme” Musée Rath, Genewa
- 1967: „10 ans d’Art Vivant” Fondation Maeght Saint-Paul-de-Vence
- 1967: „Contemporary American Drawings 1960-67 University of Colorado
- 1967: Carnegie Institute, Pittsburgh
- 1965: „Pop Art, New Realism, etc” Palais de Beaux Arts, Bruksela
- 1965: Galerie D. Benador, Genewa
- 1965: „Un Groupe 1965” Musée d’Art Moderne, Paryż
- 1965: „Societiy of Contemporary Art” Art Institute of Chicago
- 1965: „8th Selection of the S.E.C.A.” San Francisco
- 1965: „Dark Mirror” American Federation of Arts, University of Kentucky, Lexington Art Institute, Chicago
- 1964: „New Realism” Staatliches Museum, Berlin
- 1964: „La Figure Humaine depuis Picasso” Musée de Gand (ghent)
- 1963: „Direction: American Painting” San Francisco Museum of Fine Arts, San Francisco
- 1963: „Premio Internacional de Pintura” Instituto Torcuato de Tella, Buenos Aires
- 1962: „New Realism” Municipal Museum, Haga
- 1962: „New Realism” Viena Museum Carnegie Internacional, Pittsburgh
- 1962: „Contemporary Painters and Sculptors as Printmakers” Museum of Modern Art, Nowy Jork
- 1962: „Forum 1962”, Gent
- 1961: „Lauréats de la Biennale de Paris 1959”, Lacloche, Paryż
- 1961: Felix Landau Gallery, Los Angeles
- 1961: Galerie Nova Spectra, Haga
- 1961: Charlottenburg Exposition, Dania
- 1961: Carnegie Internacional, Pittsburgh
- 1961: Galerie Kunstnernes Kunsthandel, Kopenhaga
- 1960: „4 Painters of the School of Paris”, Berntsen, Oslo
- 1960: French Pavilion Venice Biennale, Wenecja
- 1960: „The French Painting Today”, Tel-Aviv Museum, Tel Awiw
- 1959: „Pittori d’Oggi”, Torino
- 1958: Galerie de France, Paryż
- 1955: „10 Jeunes Peintres de l’École de Paris”, Galerie de France

## Dzieła w zbiorach
- Art Institute of Chicago, USA
- Museum of Contemporary Art, Chicago
- The David and Alfred Smart Gallery, University of Chicago
- Museum of Modern, Art New York (MoMA)
- Centre National d’Art et de Culture Georges Pompidou, Paryż
- Carnegie Institute, Pittsburg
- Smithsonian Institution, Washington
- Staatliches Museum, Berlin
- Musée de Grenoble, Grenoble
- Municipal Museum, Haga
- Musée de Beaux Arts André Malraux, Le Havre
- Musée National d’Art Moderne, Paryż
- Musée d'art moderne de la Ville de Paris, Paryż
- Tel-Aviv Museum, Tel Awiw
- Musée de Beaux Arts, Tourcoing
- Museum of XX Jahrhunderts, Wiedeń
- Nordjyllands Kunstmuseum, Aalborg